# La Reforma, Guanajuato
La Reforma är en ort i Mexiko.   Den ligger i kommunen San José Iturbide och delstaten Guanajuato, i den centrala delen av landet, 220 km nordväst om huvudstaden Mexico City. La Reforma ligger 2 072 meter över havet och antalet invånare är 517.
Terrängen runt La Reforma är platt norrut, men söderut är den kuperad. Runt La Reforma är det ganska tätbefolkat, med 120 invånare per kvadratkilometer. Närmaste större samhälle är San José Iturbide, 5,7 km söder om La Reforma. Trakten runt La Reforma består till största delen av jordbruksmark.